# Ungahitak
Ungahitak, tidigare benämnd Unahitak Island, är en ö i Kanada.   Den ligger i territoriet Nunavut, i den norra delen av landet, 3 100 km nordväst om huvudstaden Ottawa. Arean är 2,7 kvadratkilometer. Ön ligger i ögruppen Finlayson Islands
Terrängen på Ungahitak är platt. Öns högsta punkt är 47 meter över havet. Den sträcker sig 4,0 kilometer i nord-sydlig riktning, och 2,1 kilometer i öst-västlig riktning.